# Daniel Afriyie
Daniel Afriyie Barnieh (* 26. Juni 2001 in Kumasi) ist ein ghanaischer Fußballspieler, welcher seit Januar 2023 für den FC Zürich spielt.

## Karriere

### Klub

#### Beginn der Karriere in Afrika
Die erste Station nach seinen Jugendmannschaften war der zweitklassige Klub Galaxy United, wo er von 2016 bis 2017 spielte. Danach spielte er bis zur Saison 2019/20 beim Rahimo FC in Burkina Faso, mit denen er Meister wurde und sich somit für die CAF Champions League qualifizierte.
Zurück in Ghana schloss er sich erst einmal wieder in der zweiten Liga den Thunder Bolts an und wechselte danach kurzfristig zu den Madina Republicans. Im Dezember 2019 absolvierte er ein Probetraining für Asante Kotoko, wurde dort aber nicht für gut genug befunden.
Anschließend gelang es ihm Anfang 2020 Hearts of Oak von sich zu überzeugen, wo er nun einen Dreijahresvertrag unterschrieb. Bei seinem neuen Verein gehörte er sehr schnell zu den wichtigen Stammspielern und konnte mit diesem in der Saison 2020/21 die Meisterschaft gewinnen.

#### Wechsel nach Europa
Anfang Januar 2023 wechselte er in die Schweiz zum FC Zürich.

### Nationalmannschaft
Sein Länderspieldebüt für die ghanaische Nationalmannschaft gab er am 10. Juni 2022 bei einer 1:4-Freundschaftsspielniederlage gegen Japan, wo er in der 82. Minute für Andy Yiadom eingewechselt wurde und sich in der 90. Minute auch noch seine erste gelbe Karte abholte. Im Juli des Jahres war er auch Teil des Kaders bei vier Spielen der Qualifikation zur Afrikanischen Nationenmeisterschaft 2023, wo er für sein Team in allen bis auf einer Partie immer ein Tor erzielte.
Im November 2022 wurde er für den finalen Turnier-Kader bei der Weltmeisterschaft 2022 nominiert.

## Erfolge
Ghana
- U20-Afrikameister: 2021

Rahimo FC
- Burkinischer Meister: 2018/19

Hearts of Oak SC
- Ghanaischer Meister: 2020/21
- Ghanaischer Pokalsieger: 2021 und 2022
- Ghanaischer Superpokalsieger: 2021